# 斎藤信夫
斎藤 信夫（さいとう のぶお、1911年3月3日 - 1987年9月20日）は、小学校の教諭をしながら童謡の創作を続けた童謡作詞家である。終戦を境に神州不滅の皇国史観教育をしてきた自分を反省し、教職を辞めてしまうという気骨を持った人物であったが、童謡を通じ子供や動物を見る目は暖かかった。終戦直後に発表された童謡「里の秋」を作詞したことで知られ、生涯の詩作は1万余篇におよぶ。勲五等双光旭日章を受勲。

## 経歴
1911年 (明治44年) 3月3日、千葉県山武郡南郷村 (現：山武市) 五木田に生まれる。
1930年 (昭和5年) に千葉師範学校 (現：千葉大学教育学部) 第2部に入学し、1931年 (昭和6年) に卒業して小学校に奉職する。1936年 (昭和11年)、25歳の時に1年間休職して千葉師範学校の専攻科へ進んだ。1940年 (昭和15年) 3月より終戦の年まで、葛飾町 (現・船橋市) の葛飾町立葛飾尋常小学校で訓導を務める。教職のかたわら独学で詩作に取り組みながら教材雑誌に投稿を続けるうち、雑誌で作曲家海沼實の存在を知り、海沼とは面談をしたのちに手紙を交わした。1941年 (昭和16年) 12月の日米開戦で愛国心が高揚すると、一気に書き上げた詩の数編より『星月夜』を海沼ほかに郵送したものの、返事はなかった。
1945年 (昭和20年) の12月、海沼實に依頼されて改作した『星月夜』は、『里の秋』と改題してラジオ番組『外地引揚同胞激励の午后〈ごご〉』で放送。翌年3月に教職を離れ、1947年 (昭和22年) に中学校の教壇に復する。
ふたたび教職についたあとも作詞と詩の研究を続けており、童謡の研究会を主宰して1954年 (昭和29年)に月刊同人誌「花馬車」を、翌1955年 (昭和30年) に幼児童謡研究誌「三輪車」を創刊する。「三輪車」は55歳で定年退職した1967年 (昭和42年) に、また「花馬車」は1986年 (昭和61年)にそれぞれ終刊。1987年（昭和62年) 9月20日死去。享年76。

## 里の秋
終戦の年の12月中旬、突然、作曲家の海沼實から『スグオイデコフ　カイヌマ』 (すぐ来て下さい 海沼) の電報が届いた。何の用事か見当も付かず、海沼にも戦意高揚の童謡を送り付けていた事も忘れている。『星月夜』を示して海沼は、1番、2番はこれでいいが3番、4番を作り直してもらいたいと告げた。『星月夜』の3番は戦地の父を励まし、4番は自分も大きくなったら立派な兵隊になるという、まさに少国民向けの詞であったのだ。海沼は、改作した歌を12月24日のNHKのラジオ番組『外地引揚同胞激励の午后〈ごご〉』で放送し復員兵に歓迎と慰労の意を伝えるため、期日までに3番と4番をまとめて新しい3番を作ってほしいと説明した。
『星月夜』は戦意向上の勢いにまかせて作った詩である。1、2番の歌詞はそのまま変えず新3番を書くとは、作詩当初と内容が全く正反対の詩にしろ、というに等しい。詩人にとって厳しい要求であり詩作は難航した。苦吟すること1週間ほど、放送前夜にやっと完成。斎藤は後になって、3番は無くてもよいという意味のことを言っているが、研究者の間では新3番の舞台として戦地を象徴する『椰子の島』 (『星月夜』の3番の歌詞) を残し、“ご無事を祈ります”という詩の流れを導いて歌詞を結んだと評価している。また1番の冒頭“しずかなしずかな”、2番の“あかるいあかるい”に呼応して新3番に“さよならさよなら”を採用、戦争を含むこの時代の負の部分との訣別の表現として詩全体を支配させた点を秀逸とする見解も多い。
斎藤は放送当日、新『星月夜』を持参して放送局に駆け付ける。海沼の案で曲名を『星月夜』から『里の秋』と改め、歌詞の2番にある“星の夜”を“星の空”と変更する。かくして昭和20年12月24日午後1時45分、『里の秋』は当時小学5年生の川田正子の声に乗って全国に流れた。番組終了後の反響は大きく、川田は翌日ふたたび、この歌をマイクの前で歌っている。
『里の秋』は初めての放送の後、「復員だより」という番組のテーマソングに採用されたことをきっかけに、長く親しまれ愛される大ヒット曲に育った。斎藤は1963年 (昭和38年) 、主宰する同人誌「三輪車」で前年の暮れまでに放送回数が1万回を突破したと報告したのである。

## 主な作品
- 「里の秋」　作曲：海沼實
- 「蛙の笛」　作曲：海沼實
- 「ばあや訪ねて」　作曲：海沼實
- 「夢のお馬車」　作曲：海沼實
- 「おひなまつり」　作曲：海沼實
- 「にこにこえくぼ」[6] 　作曲：山口保治　アナログSPレコードに収録
- 「こどもの朝」　作曲：中田紳一郎
- 「カニサンオメメ」　作曲：中田喜直
- 「習志野市立袖ケ浦西小学校校歌」[7]　作曲：平岡照章
- 「大浜幼稚園園歌」    作曲：足羽章

## 歌碑・その他

### 「里の秋」の歌碑
- 出身地の成東城跡公園　自筆の歌詞・解説 (千葉県山武市)
- 母校の南郷小学校の校庭　歌詞と楽譜 (千葉県山武市) 

- 「文学の森」　歌詞と肖像写真・解説 (千葉市若葉区野呂町、千葉東金道路野呂パーキングエリア上り線)

- 兵庫県たつの市龍野町の童謡公園 

- 作曲家の海沼實の故郷・松代町のつつみ公園　歌詞全文・楽譜、栗の葉と実の形をしている

- 歌手の川田正子の母須磨子の故郷・いすみ市の「童謡の里」　楽譜に記した歌詞の一部 (千葉県いすみ市岬町岩熊)

### 「蛙の笛」の歌碑
- 歌手の川田正子の母須磨子の故郷・いすみ市の「童謡の里」　楽譜に記した歌詞の一部 (千葉県いすみ市岬町岩熊)

- 作曲家の海沼實の故郷・松代町の真田公園　 歌詞全文・楽譜 (長野県長野市松代町)

- 作曲家の海沼實の故郷・松代町のつつみ公園　歌詞全文・楽譜、長野市設置 (長野市松代町十五区石切町)

### その他の碑
- 海沼美智子の寄稿碑　(いすみ市「童謡の里」)　

- 真田公園　童謡の森建設事業 (解説)“童謡の森建設事業 (解説)”. 2015年10月28日閲覧。 (長野市松代町)